# Rémy Delhomme
Rémy Delhomme (* 18. listopadu 1967 Les Lilas, Francie) je bývalý francouzský sportovní šermíř, který se specializoval na šerm kordem. Francii reprezentoval na přelomu tisíciletí. V roce 1999 získal titul mistra Evropy. Byl stabilním členem francouzského družstva kordistů, se kterým vybojoval titul mistra světa v roce 1999. V roce 2000 se však do olympijského družstva nevešel.